# Lampetis cacica
Lampetis cacica es una especie de escarabajo del género Lampetis, familia Buprestidae. Fue descrita científicamente por Chevrolat en 1838.